# Luciano Burti
Luciano Pucci Burti (n. 5 martie 1975) este pilot brazilian care a evoluat în Campionatul Mondial de Formula 1 între anii 2000 și 2001.

## Cariera în Formula 1
| Sezon | Echipă                     | Puncte      | Loc clasament general |
| ----- | -------------------------- | ----------- | --------------------- |
| 1999  | Stewart Ford               | Pilot teste | -                     |
| 2000  | Jaguar Racing              | 0           | -                     |
| 2001  | Jaguar Racing / Prost Acer | 0           | -                     |
| 2002  | Scuderia Ferrari Marlboro  | Pilot teste | -                     |
| 2004  | Scuderia Ferrari Marlboro  | Pilot teste | -                     |